# 郭若天
郭若天（1997年2月2日—），女，山西长治人，中国主持人，毕业于中国传媒大学，中央广播电视总台主持人。

## 生平
2024年2月担任《2024年中央广播电视总台春节联欢晚会》西安分会场主持人。

## 主持节目
- 《第一时间》